# لويس رينيه فيليرميه
لويس رينيه فيليرميه (10 مارس 1782 - 16 نوفمبر 1863) هو اقتصادي وطبيب فرنسي. اشتُهر فيليرميه بدراساته المبكرة لعلم الأوبئة الاجتماعي، أو آثار الوضع الاجتماعي الاقتصادي على الصحة، في بدايات فرنسا الصناعية، وكان أيضًا أحد مناصري الإصلاح الصحي في المصانع والسجون. تُعد أعماله جوهرية في تاريخ مجالات علم الاجتماع والبحث الإحصائي، ويُعتبر بدوره واحدًا من مؤسسي علم الأوبئة.
نشر فيليرميه العديد من الأعمال التي ناقشت أوضاع السجون في فرنسا، وفوائد مساعدة السجناء على العودة إلى الحياة الخارجية بعد انتهاء فترة محكوميتهم. اهتمت أعمال أخرى لفيليرميه بدور التصنيع في التأثير على الصحة العامة لأفراد الطبقة العاملة وجودة حياتهم. ناقش عمله الأكثر شعبية أوضاع العاملين في صناعات القطن، والصوف والحرير، بما في ذلك الأطفال الذين يعملون في المطاحن.

## أعماله

### حول السجون
نشر فيليرميه Des prisons telles qu'elles sont et telles qu'elles devraient être (حول السجون كما هي وكما ينبغي أن تكون) في عام 1820. استطاع فيليرميه في عمله هذا لفت الانتباه إلى الأوضاع غير الصحية للسجون في باريس. وضح فيليرميه عددًا من مكونات أنظمة السجون التي يجب إلغاؤها باعتقاده بما في ذلك التعذيب، وسوء المعاملة، والزنزانات ومعاملة السجناء على نحو غير متكافئ بالاستناد إلى مقدار الأموال التي يمكن لكل فرد التخلي عنها. ناشد فيليرميه الحكومة في باريس لتبني أنظمة السجون الخاضعة للإصلاحات الحديثة في الولايات المتحدة وروسيا. يتمثل هدفه من ذلك في إقناع المسؤولين بإعادة تقييم بيئات المعيشة غير الصحية ومعاملة الرجال في السجون حتى يتمكن هؤلاء الأفراد من تطوير أنفسهم ليصبحوا مواطنين فعالين بعد إطلاق سراحهم. يعكس هذا العمل على وجه التحديد النهج متعدد الأوجه الذي تبناه فيليرميه لبحثه، إذ جمع بين المعرفة في الطب، وتحليل البيانات وعلم الأوبئة الاجتماعية.
في عام 1826، أجرى فيليرميه دراسة لربط معدلات الوفيات مع الثروة والفقر وفقًا للأحياء الموجودة في باريس. يُعتبر لويس رينيه فيليرميه أيضًا مؤلف أحد أوائل الجداول الخاصة بمتوسط العمر المتوقع التي استطاعت ربط الدخل بشكل مباشر مع معدلات الوفيات ومتوسط العمر المتوقع. استنتج فيليرميه أن الفقراء معرضون للموت في سن أصغر. امتدت هذه الأبحاث إلى دراسته التي أجراها في عام 1829 إذ أوضح فيها أن حالة قصر القامة المرصودة لدى الأفراد الفقراء ناجمة عن عدم امتلاكهم المال الكافي لتوفير التغذية السليمة. يُعد عمل فيليرميه عن الطول الدراسة الأولى في علم الأوبئة النمائية.